# 堂里駅
堂里駅（タンニえき）は、大韓民国釜山広域市沙下区にある釜山交通公社1号線の駅である。駅番号は103。「沙下区庁」を副駅名としている。

## 駅構造
相対式ホーム2面2線の地下駅。スクリーンタイプのホームドアが設置されている。出入口は6箇所に設けられている。

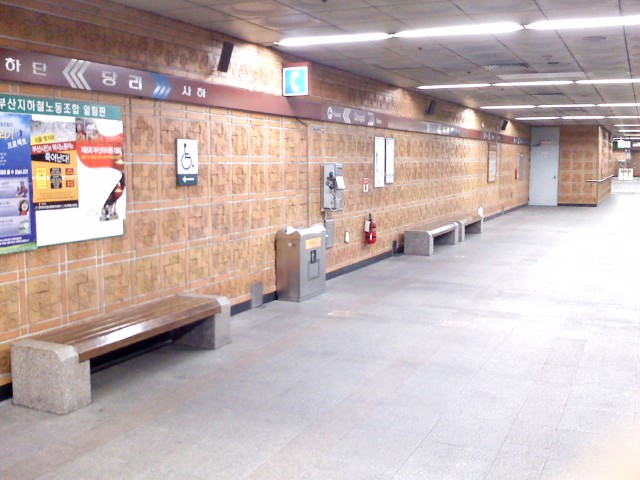
ホーム壁面（2009年3月）
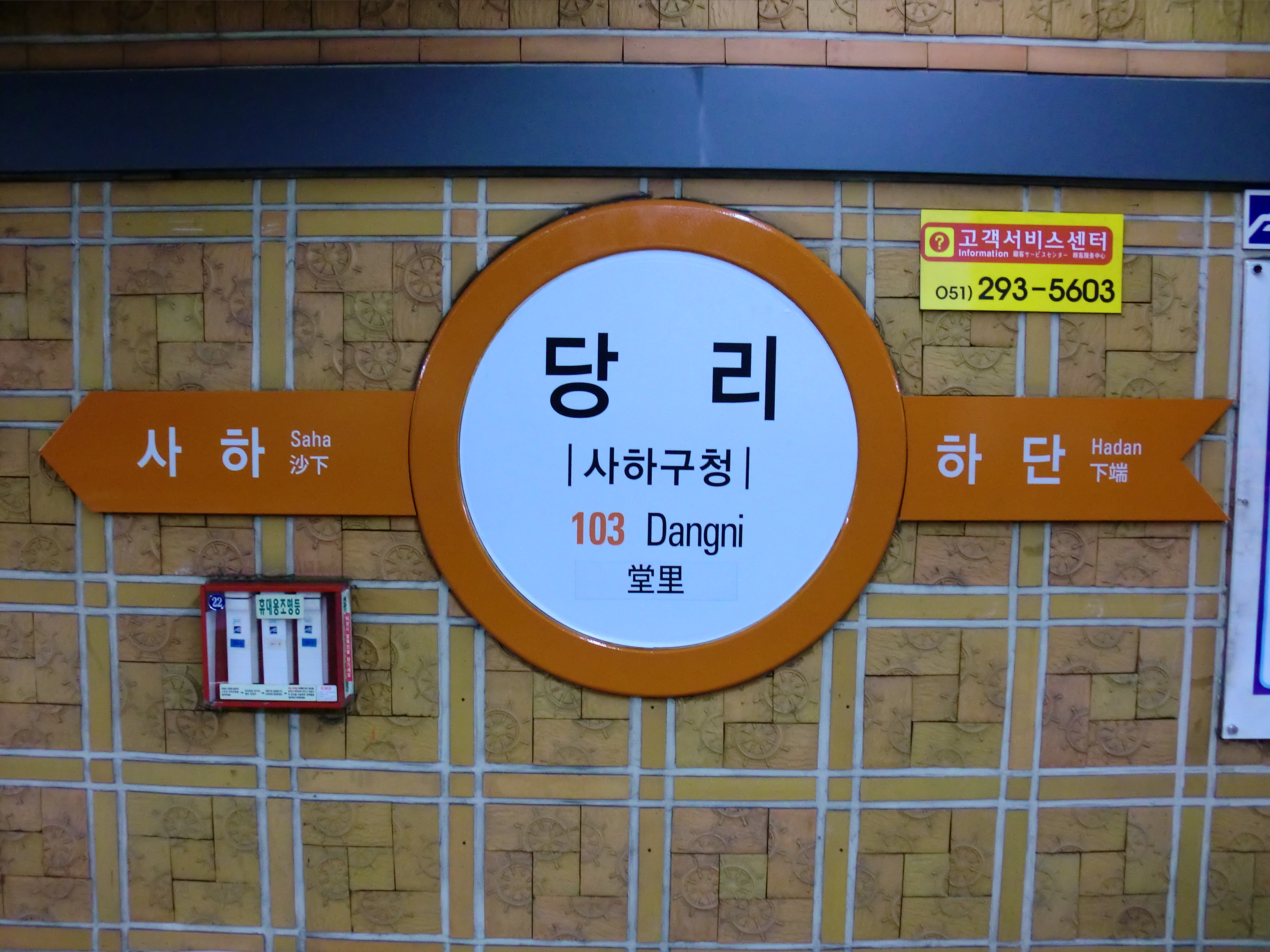
駅名標

### のりば
| 上り | 1号線 | 多大浦海水浴場方面 |
| 下り | 1号線 | 老圃方面           |

## 歴史
- 1994年6月23日 - 1号線新平 - 西大新洞（現・西大新）間延伸に伴い開業。

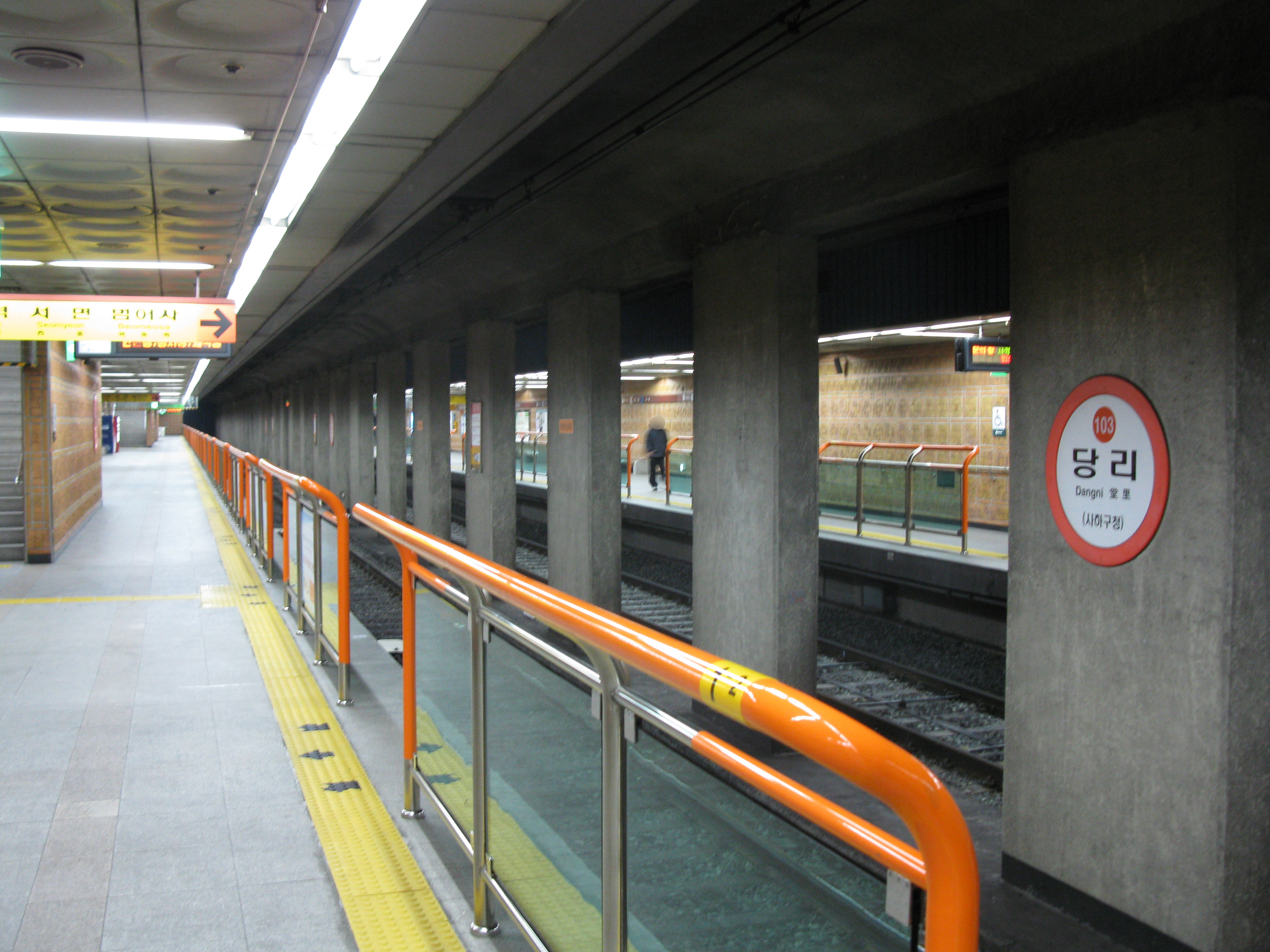
ホームドア設置前（2009年2月）

## 駅周辺
- 沙下区庁
- 釜山沙下警察署堂里治安センター
- 堂里洞行政福祉センター
- 洛東初等学校
- 堂里初等学校
- 大洸高等学校
- 国民銀行堂里洞支店
- 新韓銀行堂里洞支店

## 隣の駅
釜山交通公社
 1号線
下端駅 (102) - 堂里駅 (103) - 沙下駅 (104)